# Moldova Nouă
Moldova Nouă (udtale: molˌdova ˈnowə ; ungarsk: Újmoldova; tysk: Neumoldowa; tjekkisk: Nová Moldava eller Bošňák; serbisk: Нова Молдава}) er en by i det sydvestlige Rumænien i distriktet Caraș-Severin (i den historiske region Banatet), i et område kendt som Clisura Dunării. Byen administrerer tre landsbyer: Măcești (ungarsk: Macsevics}, serbisk: Мачевић), Moldova Veche (Ómoldova, Стара Молдава) og Moldovița (Kiskárolyfalva, Молдавица).
Byen ligger ved bredden af floden Donau, som adskiller den fra Serbien. Den ligger i den sydlige ende af Caraș-Severin, 107 km fra distriktshovedstaden, Reșița. Den krydses af nationalvej DN57, som forbinder den med Oraviţa, 53 km mod nord, og Orșova, 103 km mod øst.
Byen har 9.278 (2021) indbyggere.